# Мутала
Мутала (на шведски: Motala) е град в Южна Швеция.

## География
Градът е разположен на източния бряг на езерото Ветерн в лен Йостерйотланд. Той е главен административен център на едноименната община Мутала. Източната част на града е на езерото Ветерн, а западната е разположена на брега на по-малкото езеро Бурен. Има жп гара и летище. На 17 km южно от него е град Вадстена, а на 41 km на изток е град Линшьопинг. Население 29 823 жители от преброяването през 2010 г.

## История
Град Мутала получава статут на град на 1 април 1881 г. Той е един от 133-те града на Швеция, които имат статут на исторически градове.

## Побратимени градове
- Айерсун, Норвегия
- Хювинкяя, Финландия
- Корсьор, Дания
- Даугавпилс, Латвия

## Личности
Родени
- Свен-Давид Сандстрьом (р. 1942), шведски композитор